# Одуар, Олимпия
Олимпия Одуар (фр. Olympe Audouard; 13 марта 1832 или 12 марта 1832, Марсель — 12 января 1890, Ницца) — французская феминистка, суфражистка и писательница—публицист. На бесконечном количестве презентаций и сотнях публикаций она требовала полного равенства женщин, включая право голосовать и баллотироваться на выборах.

## Биография
Олимпия Одуар родилась 	12/13 марта 1832 года в городе Марселе под именем Фелисите-Олимп де Жуваль.
11 апреля 1850 года она вышла замуж за юриста Анри-Алексиса Одуара (род. 1829). Пара рассталась в 1858 году (она потребовала юридического раздельного проживания, обвинив его в разврате), но официально развелась только в 1885 году, вскоре после того, как 27 июля 1884 года был наконец принят французский закон о разводе.
За это время отгремела Франко-прусская война во время которой О. Одуар, как настоящая патриотка своей родины, не покинула столицу, а во время осады Парижа была одной из самых отважных и заботливых медсестёр.
После развода она сразу же воспользовалась вновь обретенной свободой, чтобы совершить в качестве профессионального писателя долгое путешествие по Египту, Сирии, Палестине и Турции. Оттуда она направилась в Российскую империю, пересекла Германию, Польшу.

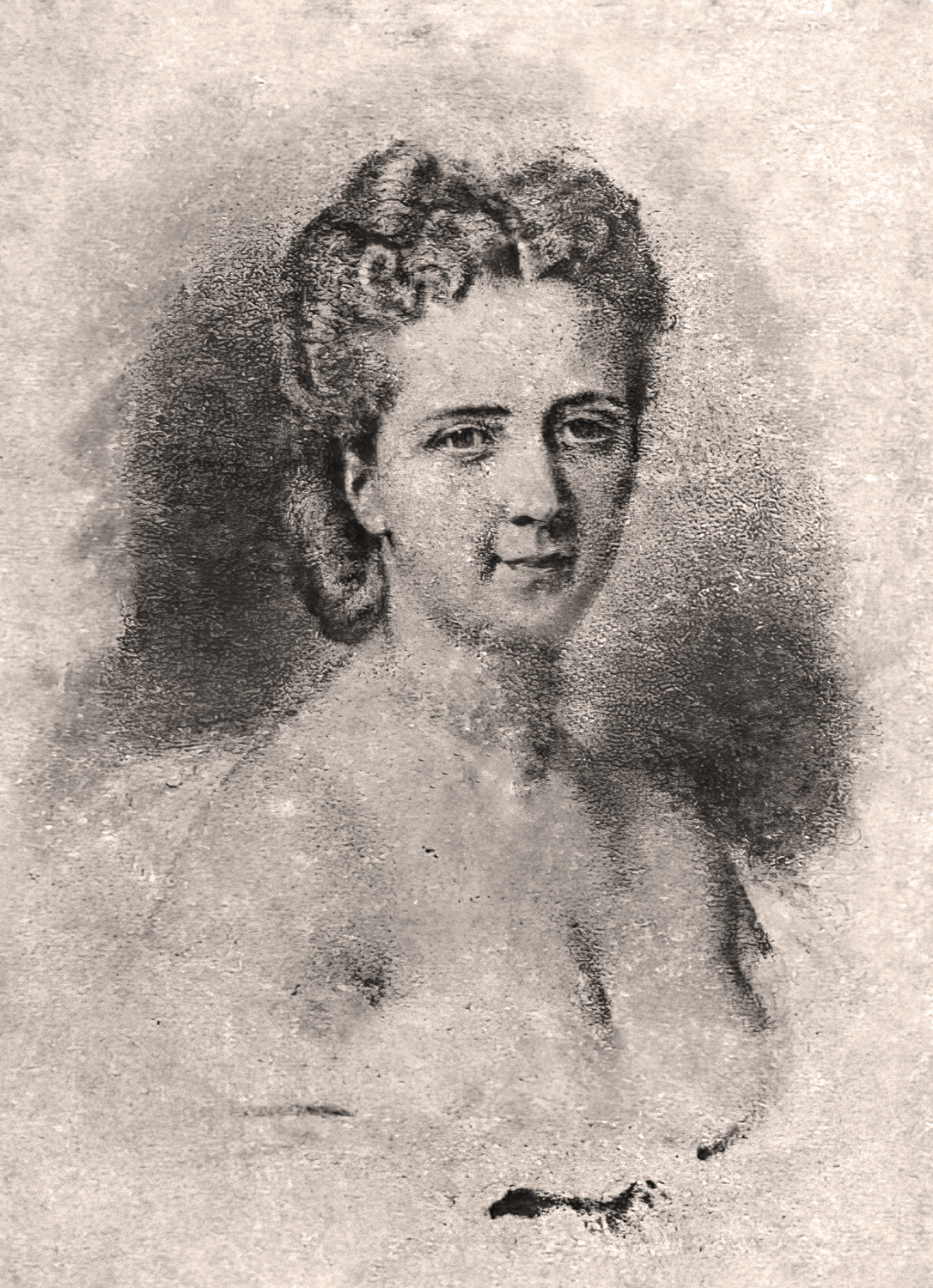
Олимпия Одуар

Затем она вернулась в Париж, где попробовала свои силы в модном бизнесе, но этот бизнес не соответствовал её характеру, и она начала заниматься литературой.
В своём романе «Как мужчины нравятся мужчинам» она высказала сильному полу ряд нелицеприятных вещей, которые не преминула повторить позже на своих многочисленных лекциях. С особенным рвением разрабатывала вопросы по бракоразводным делам и женской эмансипации, как на лекциях, так и в публицистике (см. ниже раздел «Библиография»). Позже она попыталась официально заняться политикой, но встретила такую кучу препятствий, зачастую надуманных, что её пришлось отказаться от политической карьеры. После решительных протестов в газетах против этого нового «акта мужской тирании», она уехала в Новый Свет, где провела в городах Соединенных Штатов Америки, в том числе в Солт-Лейк-Сити, серию конференций, которые оказались очень успешными благодаря её врождённому таланту оратора.
Олимпия Одуар скончалась 12 января 1890 года в городе Ницце, куда она приехала, чтобы попытаться вылечить свои больные лёгкие; в последние минуты жизни ей помогали принцесса Варонсофф и её сын, герцог Монтельфи.

## Библиография

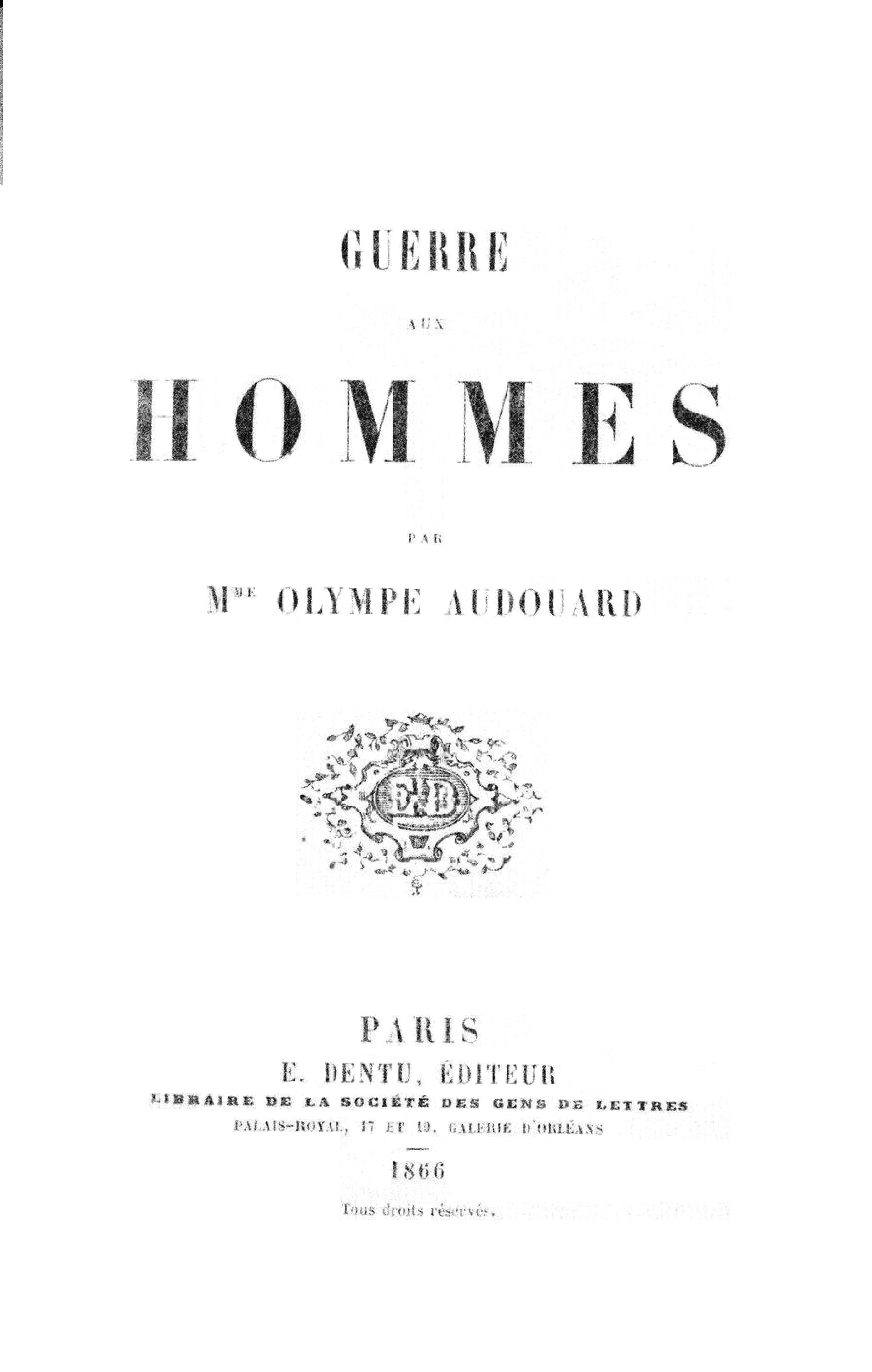
Guerre aux hommes